# Kisen
Kisen (喜撰, date de naissance inconnue et date de mort inconnue) est un moine (法師, hōshi)　ayant vécu au début de l'époque de Heian. C'est également un poète de waka japonais, nommé parmi les six génies de la poésie.
Sa biographie et les détails de sa vie sont inconnus. Seuls deux de ses poèmes sont passés à la postérité, le premier étant compilé dans le Kokin Wakashū (no 983) et sélectionné parmi les cent poèmes du Hyakunin Isshu (no 8), le second dans le Gyokuyō Wakashū (no 400).
Dans le premier poème, l'auteur déclare vivre au Sud-Est de la capitale, Heian : « 都の辰巳 (miyako no tatsumi) », tatsumi désignant le Sud-Est dans le Cycle sexagésimal, dans un lieu que les gens appellent la montagne d'Uji, ou montagne des souffrances « 宇治山 (Ujiyama) », ce qui pourrait correspondre à l'actuelle ville d'Uji.
Kamo no Chōmei, dans ses Notes sans nom (Mumyōshō 無名抄) écrites au XIIIe siècle, indique l'existence d'un vestige de la demeure du moine poète à Uji. Il ne reste de nos jours qu'une caverne portant son nom dans cette ville.